# Eduardo Duvivier
Eduardo Duvivier (Rio de Janeiro, 1890 — Rio de Janeiro, janeiro de 1958) foi um político brasileiro. Exerceu o mandato de deputado federal constituinte pelo Rio de Janeiro em 1946.
Fazendeiro, presidente de uma cooperativa de leite, sócio de firmas construtoras e banqueiro, desenvolveu suas atividades empresariais no estado do Rio de Janeiro.

## Carreira política
No ano de 1933, conforme seus interesses na área da política, publicou As diretrizes sociais da futura Constituição, abordando a elaboração da carta pelos deputados que fossem eleitos naquele ano. Depois que a Constituição foi promulgada e o presidente Getúlio Vargas, que governaria a República por mais um mandato a partir de 1934, eleito,  Duvivier se candidatou em outubro do medmo ano a deputado federal pelo estado do Rio de Janeiro como candidato da União Progressista Fluminense.
Conseguiu se eleger e passou a ocupar sua cadeira na Câmara em maio de 1935. Dois anos depois, no mês de abril, filiou-se ao Partido Social Republicano (PSR), que havia sido criado há pouco tempo, em janeiro de 1933. Nesse partido, integrou a comissão diretora provisória. 
Um ano mais tarde, em maio de 1938, representou seu partido na convenção que lançou a candidatura de José Américo de Almeida como presidenciável. Mas não pode concluir o seu mandato, pois ainda em novembro houve o golpe do Estado Novo, que suprimiu os órgãos legislativos do país.
Em 1945, quando iniciado o processo que visava redemocratizar o Brasil, Eduardo Duvivier retomou um cargo público. Dessa vez, sob uma candidatura lançada pelo Partido Social Democrático (PSD) para se eleger deputado da Assembleia Nacional Constituinte pelo estado do Rio de Janeiro.